# غروس بوينت شورز
غروس بوينت شورز (بالإنجليزية: Grosse Pointe Shores, Michigan)‏ هي مدينة تقع في مقاطعة وين (ميشيغان), مقاطعة ماكومب (ميشيغان) بولاية ميشيغان في شمال شرق الولايات المتحدة. تبلغ مساحة هذه المدينة 49.81 (كم²)، وترتفع عن سطح البحر م، بلغ عدد سكانها 3008 نسمة في عام 2010 حسب إحصاء مكتب تعداد الولايات المتحدة وتصل الكثافة السكانية فيها 1009.9 نسمة/كم2.

## التركيبة السكانية
قام مكتب تعداد الولايات المتحدة بتحديد بيانات التركيبة السكانية لغروس بوينت شورزفي تعداد الولايات المتحدة. في ما يلي، التركيبة السكانية حسب تعدادي 2000 و2010.

### تعداد عام 2000
بلغ عدد سكان غروس بوينت شورز 2,823 نسمة بحسب تعداد عام 2000، وبلغ عدد الأسر 1,058 أسرة وعدد العائلات 859 عائلة مقيمة في القرية.
وتوزع التركيب العرقي للقرية بنسبة 93.80% من البيض و 0.25% من الأمريكيين الأصليين و 4.07% من الأمريكيين ذوي الأصول الآسيوية و 0.60% من الأمريكيين الأفارقة و 0.85% من عرقين مختلطين أو أكثر.
بلغ عدد الأسر 1,058 أسرة كانت نسبة 28.1% منها لديها أطفال تحت سن الثامنة عشر تعيش معهم، وبلغت نسبة الأزواج القاطنين مع بعضهم البعض 74.5% من أصل المجموع الكلي للأسر، ونسبة 4.6% من الأسر كان لديها معيلات من الإناث دون وجود شريك، وكانت نسبة 18.8% من غير العائلات. تألفت نسبة 17.1% من أصل جميع الأسر من أفراد ونسبة 12.5% كانوا يعيش معهم شخص وحيد يبلغ من العمر 65 عاماً فما فوق. وبلغ متوسط حجم الأسرة المعيشية 3.01، أما متوسط حجم العائلات فبلغ 2.67.
None
بلغ متوسط دخل الأسرة في القرية 222,882 دولار، أما متوسط دخل العائلة فبلغ 289,680 دولار. وكان متوسط دخل الذكور 100,000 دولار مقابل 59,375 دولار للإناث. وسجل دخل الفرد الخاص بالقرية 197,639 دولار. وكانت نسبة 2.7% من العائلات ونسبة 3.0% من السكان تحت خط الفقر، وكان من هؤلاء نسبة 4.6% تحت سن الثامنة عشر ونسبة 3.4% في الخامسة والستين من العمر وما فوق.

### تعداد عام 2010
بلغ عدد سكان غروس بوينت شورز 3,008 نسمة بحسب تعداد عام 2010، وبلغ عدد الأسر 1,201 أسرة وعدد العائلات 911 عائلة مقيمة في المدينة. في حين سجلت الكثافة السكانية 2,615.7 نسمة لكل ميل مربع (1,009.9/كم2). وبلغ عدد الوحدات السكنية 1,350 وحدة بمتوسط كثافة قدره 1,173.9 لكل ميل مربع (453.2/كم2).
وتوزع التركيب العرقي للمدينة بنسبة 92.8% من البيض و 0.3% من الأمريكيين الأصليين و 3.8% من الأمريكيين ذوي الأصول الآسيوية و 1.9% من الأمريكيين الأفارقة و 1.0% من عرقين مختلطين أو أكثر.
بلغ عدد الأسر 1,201 أسرة كانت نسبة 24.6% منها لديها أطفال تحت سن الثامنة عشر تعيش معهم، وبلغت نسبة الأزواج القاطنين مع بعضهم البعض 68.0% من أصل المجموع الكلي للأسر، ونسبة 4.8% من الأسر كان لديها معيلات من الإناث دون وجود شريك، بينما كانت نسبة 3.0% من الأسر لديها معيلون من الذكور دون وجود شريكة وكانت نسبة 24.1% من غير العائلات. تألفت نسبة 21.1% من أصل جميع الأسر من أفراد ونسبة 13.6% كانوا يعيش معهم شخص وحيد يبلغ من العمر 65 عاماً فما فوق. وبلغ متوسط حجم الأسرة المعيشية 2.92، أما متوسط حجم العائلات فبلغ 2.50.
بلغ العمر الوسطي للسكان 52.2 عاماً. وكانت نسبة 19.6% من القاطنين تحت سن الثامنة عشر، وكانت نسبة 5.1% بين الثامنة عشر والأربعة وعشرون عاماً، ونسبة 14.2% كانت واقعةً في الفئة العمرية ما بين الخامسة والعشرون حتى والأربعة وأربعون عاماً، ونسبة 33.5% كانت ما بين الخامسة والأربعون حتى الرابعة والستون، ونسبة 27.6% كانت ضمن فئة الخامسة والستون عاماً فما فوق. وتوزع التركيب الجنسي للسكان بنسبة 50.1% ذكور و49.9% إناث.

## وصلات خارجية
- The US50 - Cities and Towns in Michigan State